# 对称多处理
對稱多處理（縮寫：SMP），也譯為均衡多處理、對稱性多重處理、对称多处理机，是一種多處理器的電腦硬體架構，在對稱多處理架構下，每個處理器的地位都是平等的，對資源的使用權限相同。現代多數的多處理器系統，都採用對稱多處理架構，也被稱為對稱多處理系統（Symmetric multiprocessing system）。在這個系統中，擁有超過一個以上的處理器，這些處理器都連接到同一個共享的主記憶體上，並由單一作業系統來控制。在多核心處理器的例子中，對稱多處理架構，將每一個核心都當成是獨立的處理器。
在對稱多處理系統上，在作業系統的支援下，無論行程是處於使用者空間，或是核心空間，都可以分配到任何一個處理器上運行。因此，行程可以在不同的處理器間移動，達到負載平衡，使系統的效率提升。

## 基本定义
在计算领域，对称多处理是一种多处理机硬件架构，有两个或更多的相同的处理机（处理器）共享同一主存，由一个操作系统控制。当前最常见的多处理机系统使用了对称多处理架构。以多核处理器为例，对称多处理架构就是这些核，它把这些核当作不同的处理器。不同的处理器之间可以由总线、矩阵开关或片上mesh网络来连接。使用总线或矩阵开关的对称多处理架构有可扩展性方面的瓶颈，它是由处理器之间连接的带宽、能耗，以及内存和磁盘阵列等引起的。使用mesh连接的架构避免了这些瓶颈。它能够支持更多数量的处理器，具有几乎线性的可扩展性，代价是牺牲可编程性。

## 优点与缺点
优点是並行度很高，但是由于系統匯流排的带宽是有限的，故处理器数目受限，且效能受限。

## 用途
分时系统和服务器系统通常可以在不更改应用程序的情况下使用 SMP，因为它们可能有多个并行运行的进程，并且运行多个进程的系统可以在不同的处理器上运行不同的进程。
在个人计算机上，SMP 对于未经修改的应用程序不太有用。如果系统很少同时运行多个进程，则 SMP 仅对已针对多线程（多任务）处理进行修改的应用程序有用。可以编写或修改定制编程软件以使用多个线程，以便它可以利用多个处理器。
多线程程序还可以用在支持多线程的分时和服务器系统中，使它们能够更多地利用多个处理器。

## 参阅
- 并行计算